# Sulguni

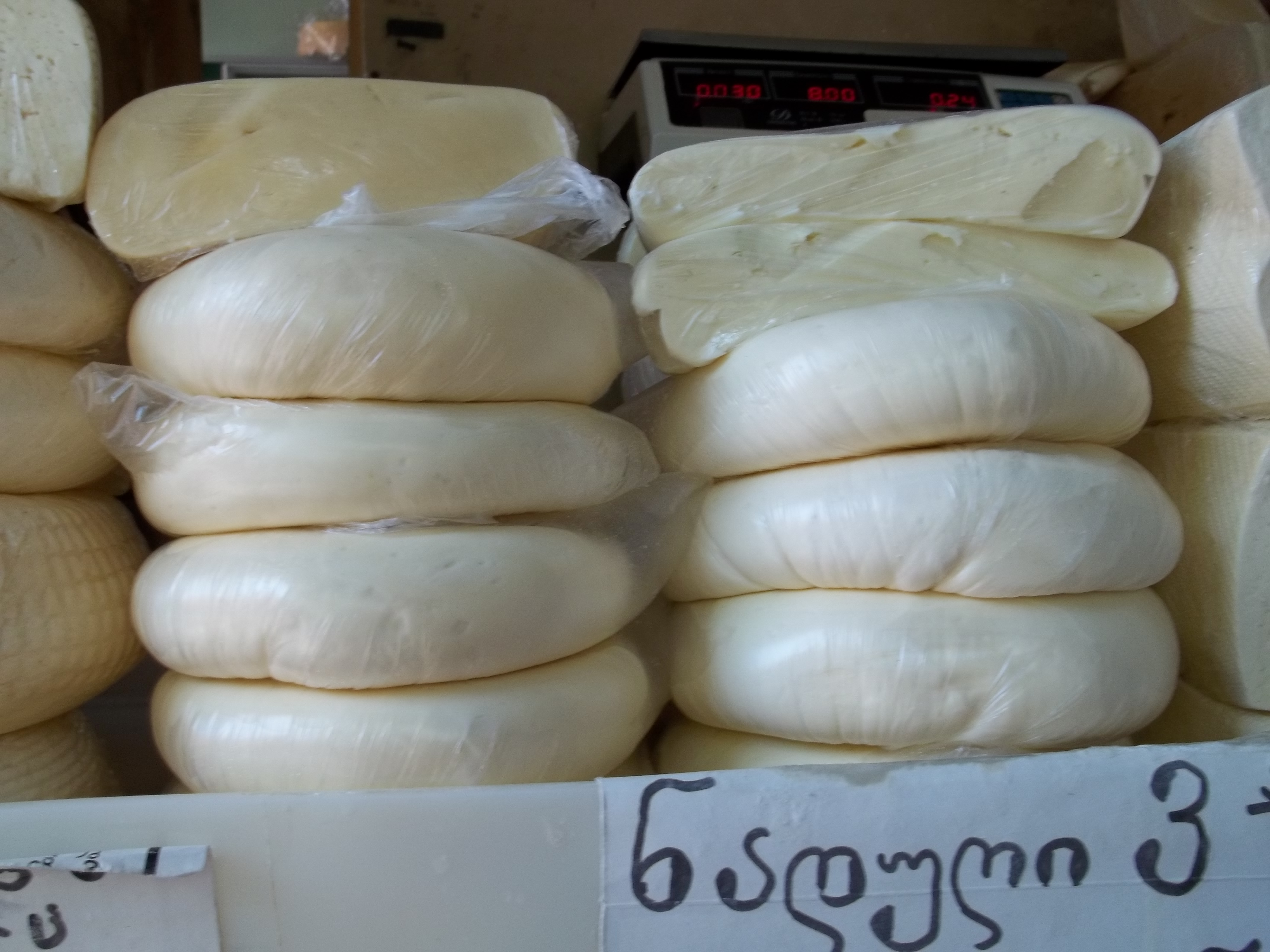
Sulguni

Sulguni (georgisch სულგუნი) ist ein traditioneller georgischer Salzlakenkäse. 
Er hat ein frisches, mildes Aroma und einen elastischen, weißen Teig. Der Geschmack ist sahnig und leicht salzig. In Georgien wird er auf Märkten frisch aus der Salzlake, aber auch gereift, dann würziger und fester, verkauft. Er ist auch im Lebensmittelhandel erhältlich. Es gibt ihn dort auch geräuchert (georgisch Sulguni schebolili) sowie aus Büffel-, Schaf- oder Ziegenmilch.
Sulguni stammt ursprünglich aus der Region Mingrelien im westlichen Georgien. Inzwischen ist er im gesamten Kaukasus und in Russland beliebt.
In Georgien wird der Käse gebraten oder als Zutat für Gerichte wie Chatschapuri oder Lobio verwendet. Zum Braten wird er in dicke Scheiben geschnitten, mit Mehl bestäubt und in einer heißen Pfanne mit Butter gewendet. Wenn er eine rosa Farbe angenommen hat, wird er mit frischen Tomaten serviert. In Russland wird er nach dem Braten gerne mit verschlagenem Ei begossen und im Ofen überbacken.

## Etymologie

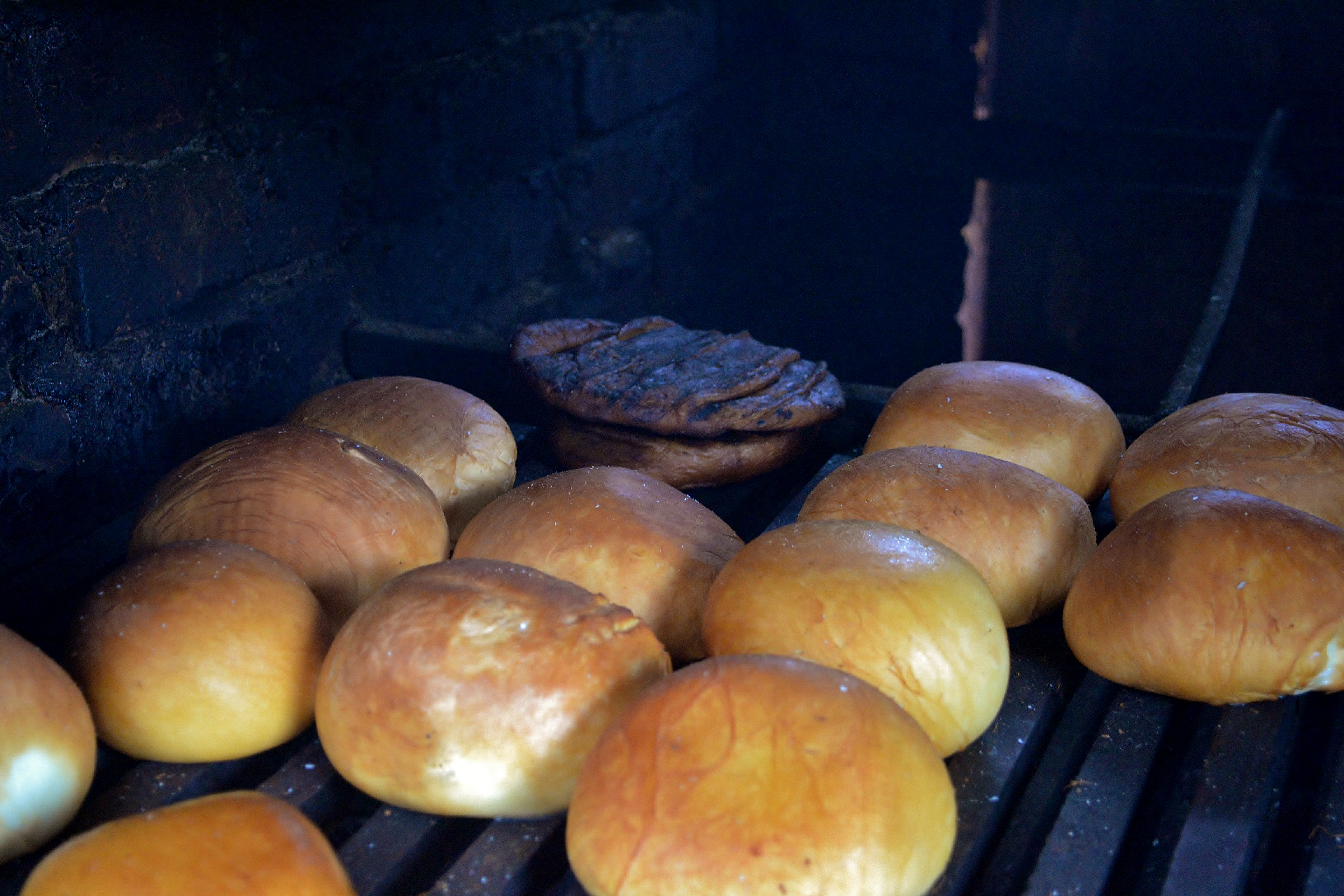
Sulguni geräuchert

Das Wort könnte aus dem Turktatarischen stammen. Gemäß der Enzyklopädie Brockhaus-Efron, "sulug (tatarisch) - In Transkaukasien eine Käsesorte hergestellt aus Erstlingsmilch. Für dessen Herstellung nimmt man die vom Schaf ausgeschiedene Plazenta, in welche man die Erstlingsmilch füllt, die Plazentaöffnung zubindet und sie dann in glühender Asche eingräbt. In Folge gerinnt die Milch und man erhält einen Quark - diesen nennt man sulug". Wobei auch eine Entlehnung ins Türkische nicht ausgeschlossen werden kann.
Darüber hinaus existieren noch andere Deutungen des Wortes. Der erste Teil "sulug" (ossetisch) – Molke (Lauge), zweiter Teil "gun" (ossetisch) – hat die Funktion eines Attributmerkmals, z. B.: "amondgun" – glücklich. In Georgien kam dann die charakteristische Endung "i" hinzu, und daraus entstand "suluguni" – d. h. molkig (salzig).